# 御木白日
御木 白日（みき しらひ、1929年12月1日 - ）は、日本の歌人。
父、御木徳近はパーフェクト リバティー教団（PL教団）第2代教主。

## 経歴
愛媛県松山市生まれ。1956年（昭和31年）学習院大学文学部仏文科卒、ソルボンヌ大学に学ぶ。1959年（昭和34年）大正大学大学院文学研究科修了。1965年（昭和40年）短歌芸術賞受賞。1985年（昭和60年）、「日本近代史とリズム」により、大正大学より文学博士を取得。PL学園高等学校の校長、PL学園女子短期大学の学長も歴任した。

## 著書
- ちょっと失礼 御木白日対談集 （読売新聞社、1973年）
- 続愛限りなく 詩集 （花神社、1983年）
- 日本近代詩のリズム （芸術生活社、1986年）
- 花宇宙 秋山庄太郎・御木白日作品集 （日本芸術出版社、1988年）
- 御木白日アンティックドールコレクション （小学館、1989年）
- ルーアンの風 御木白日詩集 （土曜美術社、1991年）